# The Van Nostrand Tiara
The Van Nostrand Tiara é um filme mudo dos Estados Unidos de 1913 interpretado por Harry Carey.